# 臨夏回族自治州
臨夏回族自治州（りんか-かいぞく-じちしゅう）は、中華人民共和国甘粛省に位置する自治州。
回族、チベット族、バオアン族、ドンシャン族、サラール族他の少数民族が居住する。

## 地理
臨夏州は甘粛省の中心から南西に位置し、西は青海省に接する。地形は高地、山岳、黄土高原からなる。黄河はこの県の北西部の黄土地帯を通り、濁った黄色になる。平均海抜は2000m。平均気温は8℃で、無霜期間は年間155日に過ぎない。年間降水量は442mmで半不毛地帯である。

## 歴史
臨夏は清朝に掛けられていた独特の形の丸眼鏡で有名である。それは今日でもまだ生産されている。

## 行政区画
1県級市・5県・2自治県を管轄する。
- 県級市：臨夏市
- 県：臨夏県・康楽県・永靖県・広河県・和政県
- 自治県：東郷族自治県・積石山バオアン族ドンシャン族サラール族自治県

| 臨夏回族自治州の地図                                                                                        |
| --- |
| 市 夏 臨 臨夏県 康楽県 永靖県 広河県 和政県 東郷族自治県 積石山バオアン族 · ドンシャン族 · サラール族自治県 |

### 年表
この節の出典

#### 臨夏専区
- 1949年10月1日 - 中華人民共和国甘粛省臨夏分区が成立。臨夏県・永靖県・和政県・康楽県・寧定県・夏河県・臨洮県・洮沙県が発足。(8県)
- 1949年12月 - 臨夏分区が臨夏専区に改称。(8県)
- 1950年2月 - 臨夏県の一部が分立し、臨夏市が発足。(1市8県)
- 1950年5月25日 (1市6県)
  - 臨洮県・洮沙県が定西専区に編入。
  - 夏河県が省直轄県級行政区となる。
  - 岷県専区臨潭県を編入。
- 1950年6月19日 - 臨夏県・永靖県・和政県・寧定県の各一部が合併し、東郷族自治区が発足。(1市6県1自治区)
- 1953年4月25日 - 寧定県が自治区に移行し、広通回族自治区となる。(1市5県2自治区)
- 1953年12月21日 - 臨潭県が甘南チベット族自治区に編入。(1市4県2自治区)
- 1955年5月12日 (1市4県2自治県)
  - 東郷族自治区が県制施行し、東郷族自治県となる。
  - 広通回族自治区が県制施行し、広通回族自治県となる。
- 1956年2月24日 - 永靖県の一部が臨夏県に編入。(1市4県2自治県)
- 1956年9月1日 - 広通回族自治県の一部が和政県に編入。(1市4県2自治県)
- 1956年9月11日 - 臨夏市・臨夏県・永靖県・和政県・康楽県・東郷族自治県・広通回族自治県が臨夏回族自治州に編入。

#### 臨夏回族自治州
- 1956年9月11日 - 臨夏専区臨夏市・臨夏県・永靖県・和政県・康楽県・東郷族自治県・広通回族自治県を編入。臨夏回族自治州が成立。(1市5県1自治県)
  - 広通回族自治県が県に移行し、広河県となる。
  - 永靖県の一部が臨夏県に編入。
- 1958年3月7日 - 定西専区皋蘭県の一部が永靖県に編入。(1市5県1自治県)
- 1958年12月20日 (1市1県1自治県)
  - 永靖県・臨夏県が臨夏市に編入。
  - 康楽県・広河県が和政県に編入。
- 1959年2月28日 - 臨夏市の一部が東郷族自治県に編入。(1市1県1自治県)
- 1961年12月15日 (1市5県1自治県)
  - 臨夏市の一部が分立し、永靖県・臨夏県が発足。
  - 和政県の一部が分立し、康楽県・広河県が発足。
- 1964年5月31日 - 蘭州市西固区の一部が永靖県に編入。(1市5県1自治県)
- 1966年6月23日 (1市5県1自治県)
  - 永靖県の一部が臨夏市・臨夏県・東郷族自治県に分割編入。
  - 東郷族自治県の一部が臨夏市に編入。
- 1973年12月7日 - 臨夏市が臨夏県に編入。(5県1自治県)
- 1980年6月14日 - 臨夏県の一部が分立し、積石山バオアン族ドンシャン族サラール族自治県が発足。(5県2自治県)
- 1982年8月7日 - 蘭州市七里河区の一部が永靖県に編入。(5県2自治県)
- 1983年8月31日 - 臨夏県の一部が分立し、臨夏市が発足。(1市5県2自治県)

## 経済
2002年のGDP（国民総生産）は前年より10.7%増の33億人民元。一人当たりGDPは前年比9.9%成長の1,778人民元。農業、手工業、建材、金融、水力発電、観光が主要な産業。特に臨夏市は蘭州のすぐ南にあるため州の商業・物流・工業の中心となっている。

## 観光
臨夏は自然と文化に恵まれている。州の北部、黄河が流れる永靖県には劉家峡ダムとその巨大な貯水池を有する。永靖はまた、岩窟仏で有名な炳霊寺石窟への旅の出発点でもある。乾いてごつごつした荒地のような地形には化石が豊富にあり、将来は恐竜のテーマパークの建設が提案されている。多数のモスクと寺院は臨夏の至るところで見られる。太子山自然風景区では美しい山の風景が見られる。2002年にこれらの観光地他へは40万の観光客（20%増）が訪れ、1億1000万人民元の経済効果があった。域内の豊富な丹霞地形、石窟、恐竜化石などにより、2024年にユネスコ世界ジオパークに指定された。
臨夏はまた、蘭州から夏河のラプラン寺など甘粛南部のチベット人地域への旅の宿泊地となっている。

## 交通

### 道路
- 高速道路
  - S2 蘭郎高速道路
  - S22 臨共高速道路
- 国道
  - G213国道
  - G309国道